# Vitor Hugo
Vitor Hugo Franchescoli de Souza, noto semplicemente come Vitor Hugo (Guaraci, 20 maggio 1991), è un calciatore brasiliano, difensore dell'Atlético Mineiro in prestito dal Bahia.

## Biografia
I suoi genitori avrebbero voluto chiamarlo Victor Hugo Francescoli, in onore dello scrittore francese Victor Hugo e del calciatore uruguaiano Enzo Francescoli, tuttavia, a causa di un errore dell'impiegato dell'anagrafe e di un difetto di pronuncia, il figlio venne registrato come Vitor Hugo Franchescoli.

## Caratteristiche tecniche
Difensore centrale forte fisicamente, mancino di piede. Abile nel gioco aereo, qualità che gli permette di realizzare una discreta quantità di gol sui calci piazzati. Le sue qualità maggiori sono il contrasto e la marcatura.
Durante la sua permanenza alla Fiorentina ha dimostrato di non riuscire sempre a mantenere alta la concentrazione. Ha la tendenza a giocare di anticipo, tuttavia a volte perde il tempo di intervento.

## Carriera
È uno dei protagonisti dei successi del Palmeiras, che si aggiudica la Copa do Brasil nel 2015 e il Brasileirão nel 2016 con lui titolare al centro della difesa.
Il 5 giugno 2017 viene acquistato per 8 milioni di euro dalla Fiorentina, con cui firma un contratto quadriennale, con opzione per il quinto. Segna il suo primo gol nella massima serie l'11 marzo 2018, nella gara vinta per 1-0 contro il Benevento, la prima dopo la morte del capitano dei viola (nonché pari ruolo e giocatore da lui sostituito) Davide Astori.
Il 30 luglio 2019 ritorna a titolo definitivo al Palmeiras per 5,5 milioni di euro. Il giocatore firma un contratto valido fino al 31 dicembre 2023.
Il 5 ottobre 2020 firma per i turchi del Trabzonspor.
Il 3 aprile 2023, passa al Bahia, nella massima serie brasiliana, con cui firma un contratto valido fino alla fine del 2026.

## Statistiche

### Presenze e reti nei club
Statistiche aggiornate al 12 marzo 2023.
| Stagione           | Squadra            | Campionato         | Campionato | Campionato | Coppe nazionali | Coppe nazionali | Coppe nazionali | Coppe continentali | Coppe continentali | Coppe continentali | Altre coppe | Altre coppe | Altre coppe | Totale | Totale |
| Stagione           | Squadra            | Comp               | Pres       | Reti       | Comp            | Pres            | Reti            | Comp               | Pres               | Reti               | Comp        | Pres        | Reti        | Pres   | Reti   |
| ------------------ | ------------------ | ------------------ | ---------- | ---------- | --------------- | --------------- | --------------- | ------------------ | ------------------ | ------------------ | ----------- | ----------- | ----------- | ------ | ------ |
| 2010               | Santo André        | B                  | 9          | 1          | -               | -               | -               | -                  | -                  | -                  | -           | -           | -           | 9      | 1      |
| gen.-set. 2011     | Santo André        | A1/SP+C            | 7+0        | 1+0        | CB              | 4               | 1               | -                  | -                  | -                  | -           | -           | -           | 11     | 2      |
| Totale Santo André | Totale Santo André | Totale Santo André | 16         | 2          |                 | 4               | 1               |                    | -                  | -                  |             | -           | -           | 20     | 3      |
| ott.-dic. 2011     | Sport Recife       | B                  | 0          | 0          | -               | -               | -               | -                  | -                  | -                  | -           | -           | -           | 0      | 0      |
| gen.-apr. 2012     | Ituano             | A1/SP              | 13         | 1          | -               | -               | -               | -                  | -                  | -                  | -           | -           | -           | 13     | 1      |
| mag.-dic. 2012     | Ceará              | B                  | 8          | 0          | -               | -               | -               | -                  | -                  | -                  | -           | -           | -           | 8      | 0      |
| gen.-apr. 2013     | Ituano             | A1/SP              | 18         | 3          | -               | -               | -               | -                  | -                  | -                  | -           | -           | -           | 18     | 3      |
| Totale Ituano      | Totale Ituano      | Totale Ituano      | 31         | 4          |                 | -               | -               |                    | -                  | -                  |             | -           | -           | 31     | 4      |
| 2013               | América            | B                  | 33         | 2          | CB              | 4               | 0               | -                  | -                  | -                  | -           | -           | -           | 37     | 2      |
| 2014               | América            | B                  | 35         | 4          | CB              | 1               | 0               | -                  | -                  | -                  | -           | -           | -           | 36     | 4      |
| Totale América     | Totale América     | Totale América     | 68         | 6          |                 | 5               | 0               |                    | -                  | -                  |             | -           | -           | 73     | 6      |
| 2015               | Palmeiras          | A1/SP+A            | 16+30      | 2+4        | CB              | 10              | 2               | -                  | -                  | -                  | -           | -           | -           | 56     | 8      |
| 2016               | Palmeiras          | A1/SP+A            | 16+35      | 1+4        | CB              | 2               | 0               | CL                 | 6                  | 0                  | -           | -           | -           | 59     | 5      |
| gen.-giu. 2017     | Palmeiras          | A1/SP              | 10         | 0          | -               | -               | -               | CL                 | 3                  | 0                  | -           | -           | -           | 13     | 0      |
| 2017-2018          | Fiorentina         | A                  | 19         | 1          | CI              | 2               | 0               | -                  | -                  | -                  | -           | -           | -           | 21     | 1      |
| 2018-2019          | Fiorentina         | A                  | 30         | 0          | CI              | 3               | 0               | -                  | -                  | -                  | -           | -           | -           | 33     | 0      |
| Totale Fiorentina  | Totale Fiorentina  | Totale Fiorentina  | 49         | 1          |                 | 5               | 0               |                    | -                  | -                  |             | -           | -           | 54     | 1      |
| 2019               | Palmeiras          | A                  | 20         | 0          | CB              | 0               | 0               |                    | -                  | -                  |             | -           | -           | 20     | 0      |
| mar.-ott. 2020     | Palmeiras          | A1/SP+A            | 3+4        | 0          | CB              | 0               | 0               | CL                 | 3                  | 0                  |             | -           | -           | 10     | 0      |
| Totale Palmeiras   | Totale Palmeiras   | Totale Palmeiras   | 134        | 11         |                 | 12              | 2               |                    | 12                 | 0                  |             | -           | -           | 158    | 13     |
| 2020-2021          | Trabzonspor        | SL                 | 30         | 2          | TK              | 1               | 2               |                    | -                  | -                  | ST          | 1           | 0           | 32     | 4      |
| 2021-2022          | Trabzonspor        | SL                 | 29         | 1          | TK              | 3               | 0               | UECL               | 4                  | 1                  |             | -           | -           | 36     | 2      |
| 2022-2023          | Trabzonspor        | SL                 | 20         | 1          | TK              | 2               | 1               | UCL+UEL+UECL       | 1+5+2              | 0+1+0              | ST          | 1           | 0           | 31     | 3      |
| Totale Trabzonspor | Totale Trabzonspor | Totale Trabzonspor | 79         | 4          |                 | 6               | 3               |                    | 12                 | 2                  |             | 2           | 0           | 99     | 9      |
| Totale carriera    | Totale carriera    | Totale carriera    | 385        | 27         |                 | 32              | 6               |                    | 24                 | 2                  |             | 2           | 0           | 443    | 35     |

## Palmarès

### Club

#### Competizioni nazionali
- Coppa del Brasile: 1

Palmeiras: 2015
- Campionato brasiliano: 1

Palmeiras: 2016
- Supercoppa di Turchia: 2

Trabzonspor: 2020, 2022
- Campionato turco: 1

Trabzonspor: 2021-2022
- Coppa di Grecia: 1

Panathinaikos: 2023-2024